# جوزپه مئاتزا
جوزپه مئاتزا (زاده ۲۳ اوت ۱۹۱۰ در میلان-درگذشته ۲۱ اوت ۱۹۷۹ در راپالو) بازیکن و سرمربی فوتبال اهل ایتالیا بود. 
در کشور ایتالیا با کلمهٔ افسانه ای یا جوزپه مئاتزای افسانه ای از ایشان یاد می‌شود به دلیل نوع بازی و زندگی افسانه مانندی که داشته. او در ۵۳ بازی ملی اش ۳۳ گل به ثمر رساند. بعد از در گذشت وی در سال ۱۹۷۹ شهرداری میلان نام بزرگ‌ترین ورزشگاه خود را از سن سیرو به جوزپه مه آتزا تغییر داد. او بهترین گلزن باشگاه تاریخ باشگاه فوتبال اینترمیلان و یکی از بهترین گلزنان تاریخ رقابت‌های سری آ است. مه آتزا همچنین به همراه تیم ملی فوتبال ایتالیا در ۲ دوره متوالی جام‌های جهانی ۱۹۳۴ و ۱۹۳۸ در ترکیب ایتالیا بود و در هر دو به مقام قهرمانی رسید. از تیم اینترمیلان او تنها بازیکنی است که در هر دو جام جهانی ۱۹۳۴ و ۱۹۳۸ قهرمان جهان گردید همچنین او عضو تیم اینترمیلان ۱۹۳۹ بود که برای اولین بار کوپا ایتالیا را فتح کرد. او در دربی شهر میلان با ۱۲ گل زده برای تیم اینترمیلان در بین بازیکنان این تیم رکورد دار است همچنین در این دربی سابقه زدن ۱ گل برای تیم‌ میلان هم در کارنامه دارد. در مجموع جوزپه مه آتزا ۴۰ بار در دربی میلان به میدان رفت که ۳۷ بار با پیراهن اینتر و ۳ بار با پیراهن میلان به میدان رفته است.

## افتخارات

### باشگاهی
اینترمیلان
- سری آ (۳): ۳۰–۱۹۲۹، ۳۸–۱۹۳۷، ۳۹–۱۹۴۰
- کوپا ایتالیا (۱):۱۹۳۹

### ملی
ایتالیا
- جام جهانی(۲):۱۹۳۴، ۱۹۳۸
- جام ملت‌های اروپای مرکزی(۲): ۱۹۲۷/۱۹۳۰، ۱۹۳۳/۱۹۳۵

### فردی
- آقای گل سری آ در سال ۱۹۳۰ با (۳۱ گل)
- آقای گل سری آ در سال ۱۹۳۶ با (۲۵ گل)
- آقای گل سری آ در سال ۱۹۳۸ با (۲۱ گل)
- توپ طلای جام جهانی فوتبال ۱۹۳۴
- بهترین گلزن تاریخ باشگاه فوتبال اینترمیلان (۲۸۴ گل)